# كعب بن مامة الإيادي
كعب بن مامة بن عمرو بن ثعلبة الإيادي ويُكَنّى بأبي دؤواد عربيٌ عاش قبل الإسلام وأصبح شخصيةً عربيةً شهيرةً ضُربت بها الأمثال بالجود وحُسن الجوار. كان كعب بن مامة إذا جاوره رجلٌ قام بما يصلحه وأهله، وحماه ممن يقصده، وإن هلك له شيء أخلفه، حتى صارت العرب إذا حمدت جارًا قالوا: «كجار أبي دؤواد».

## أشهر القصص
خرج كعبٌ في قافلةٍ ومعهم رجلٌ من بني النمر بن قاسط، وكان ذلك في حرّ الصيف، فضَلّوا وشحّ ماؤهم، فصاروا يتقاسمون الماء ويوزّعونه على حصصٍ وذلك بأن يرمى في القدح حصاةً، ثم يُصب فيه من الماء بقدر ما يغمر الحصاة، فيشرب كل واحدٍ منهم قدر ما يشرب الآخر. ولما نزلوا للشرب، ودار القدح بينهم، حتى انتهى إلى كعبٍ، رأى الرجلَ النمري يحدّ النظر إليه، فآثره بمائه على نفسه، وقال للساقي: اسقِ أخاك النمري، فشرب النمري نصيب كعبٍ من الماء ذلك اليوم. ثم نزلوا من الغد منزلهم الآخر، فتصافنوا بقية مائهم، فنظر إليه كنظره أمس وقال كعبٌ كقوله أمس، وارتحل القوم، وقالوا: يا كعب، ارتحل فلم يكن له قوةٌ للنهوض، وكانوا قد قربوا من الماء، فقالوا له: ردّ يا كعب، إنك وارد، فعجز عن الجواب. ولما يئسوا منه وضعوا عليه ثوباً يمنع السبع من أن يأكله وتركوه مكانه، فمات ونجا رفيقه.